# Yaoundé
Yaoundé is de politieke hoofdstad van het Centraal-Afrikaanse land Kameroen en heeft 1.817.524 inwoners. Het is de op een na grootste stad van Kameroen, na Douala. De stad is gelegen in het heuvelachtige westen van Kameroen, op zo’n 160 kilometer van de Atlantische Oceaan. Door de ligging op 1000 meter hoogte heeft deze stad een mild klimaat met een gemiddelde temperatuur van 25 graden.
Op economisch vlak wordt Douala meestal beschouwd als hoofdstad, dit door de economisch zeer belangrijke haven.
Yaoundé is sinds 1955 de zetel van een rooms-katholiek aartsbisdom.

## Geschiedenis
Yaoundé werd in 1888 door Duitse handelaars gesticht als uitvalsbasis voor de handel in ivoor en als een landbouwkundig onderzoekscentrum. Het werd bezet door Belgische troepen tijdens de Eerste Wereldoorlog (1915). Na de oorlog werd het de hoofdstad van Frans-Kameroen, behalve in de periode 1940-1946 toen Douala fungeerde als hoofdstad. Sinds de onafhankelijkheid is het de hoofdstad van de republiek Kameroen. In Yaoundé werden de Conventies van Yaoundé afgesloten (Yaoundé I in 1964 en Yaoundé II in 1969). Dit waren handelsverdragen tussen de Europese Economische Gemeenschap en 17 Geassocieerde Afrikaanse Staten en Madagascar (GASM).

## Geografie
De stad ligt centraal in het zuidwestelijk deel van het land, op een bebost en heuvelachtig plateau tussen de rivieren Nyong en Sanaga.

### Klimaat
Yaoundé heeft een tropisch savanneklimaat, wat betekent dat het een tropisch klimaat heeft, maar wel een duidelijk droog seizoen kent. Dit droge seizoen loopt van december tot februari. Deze drie maanden kennen gemiddeld niet meer dan 4 dagen neerslag per maand, terwijl het in de andere maanden er minimaal 11 zijn. De natste maand is oktober, waar gemiddeld 293,6 millimeter neerslag valt. De gemiddelde temperatuur door het hele jaar heen is 24.2 °C en blijft door het hele jaar heen vrij stabiel, met februari (25,7 °C) als warmste en augustus (22,9 °C) als koudste maand.

## Economie
De stad ligt fungeert als landbouwmarkt voor de wijde omgeving, die een van de rijkste landbouwstreken van het land is. Yaoundé is ook een draaischijf voor het weg-, spoor-, en luchttransport. Er is industrie (brouwerij, houtzagerijen) maar de stad is toch vooral een bestuurs- en dienstencentrum. De stad huisvest naast de nationale regering en administratie, ook de nationale bibliotheek en de nationale archieven.
Verder telt de stad een universiteit (gesticht in 1962) en verschillende instellingen voor voortgezet beroepsonderwijs. Ook het Pasteurinstituut van Kameroen en andere onderzoeksinstellingen zijn gevestigd in Yaoundé.

## Sport
Voetbalclubs uit de stad zijn Canon Yaoundé en Tonnerre Yaoundé.
In 2008 vond de zesde editie van de Afrikaanse kampioenschappen wielrennen plaats in en rond de stad.

## Stedenbanden
- Edessa, sinds 2007
- Udine, sinds 2008

## Geboren in Yaoundé
- Roger Milla (1952), voetballer en voetbaltrainer
- Sandra Nkaké (1973), actrice en zangeres
- Françoise Mbango Etone (1976), atlete
- Bernard Tchoutang (1976), voetballer
- Patrice Abanda (1978), voetballer
- François Endene (1978), Mexicaans voetballer
- Albert Meyong (1980), voetballer
- Émile Mbamba (1981), voetballer
- Modeste M'bami (1982-2023), voetballer
- Daniel Wansi (1982-2024), voetballer
- Paul Alo'o (1983), voetballer
- Jean Makoun (1983), voetballer
- Eric Matoukou (1983), voetballer
- Landry N'Guémo (1985-2024), voetballer
- Apoula Edel (1986), Armeens voetballer
- Dany Nounkeu (1986), voetballer
- Marc Mboua (1987), voetballer
- Aboubakar Oumarou (1987), voetballer
- Franck Songo'o (1987), voetballer
- Arnaud Sutchuin (1989), voetballer
- Vincent Aboubakar (1992), voetballer
- Steve Beleck (1993), voetballer
- Samuel Umtiti (1993), Frans voetballer
- Yvon Mvogo (1994), Zwitsers voetbaldoelman
- André-Frank Zambo Anguissa (1995), voetballer
- Cedric Badjeck (1995-2025), voetballer
- Serge Tabekou (1996), voetballer
- Marius Noubissi (1996), voetballer
- Joel Embiid (1994), basketbalspeler
- Breel Embolo (1997), Zwitsers voetballer
- Jeando Fuchs (1997), Frans voetballer
- Dimitri Oberlin (1997), Zwitsers voetballer
- Franck Evina (2000), Duits voetballer
- Lucien Agoumé (2002), Frans voetballer
- Youssoufa Moukoko (2004), Duits voetballer
- Valentin Atangana (2005), Frans-Kameroens voetballer